# Mascoi (jezična porodica)
Mascoian, (privatni kod: masc; izvorno Maskóian, Mascoyana), porodica indijanskih jezika i plemena iz Paragvajskog Chaca koja dobiva ime po Mascoi (s Machicui; Tujetge) Indijancima. Ostali predstavnici su: Angaité s Enenslet; Caiotugui; Casquiha (Guaná, Enlhet, Kaskiha); Lengua (Gekoinlahaak, Gecoinlahaac), s Enlhet i Enxet; Sanapaná (Nenlhet); Sapuqui (Sapuki); Toba-Maskoy

## Jezici
Porodica obuhvaća 5 jezika
- Emok [emo] (Paragvaj)
- Guana [gva] (Paragvaj)
- Lengua [leg] (Paragvaj)
- Sanapaná [sap] (Paragvaj)
- Toba-Maskoy [tmf] (Paragvaj)

## Vanjske poveznice
- Ethnologue (14th)
- Ethnologue (15th)
- Los enlhet-enenlhet del Chaco Paraguayo